# Find Candace
Find Candace es un álbum de Venetian Snares lanzado en 2003.
Este trabajo, que es la secuela del disco Doll Doll Doll, se centra en la muerte de personas inocentes, en especial niños.
La carátula del disco, diseñada una vez más por Trevor Brown, nos muestra una niña, presumiblemente Candance, envuelta en plástico con aparentes signos de tortura, la edición en vinilo incluye la misma imagen en forma de estampilla. 
El tema "Children's Limbo" contiene samples de la película The Others, mientras que el tema "Dolleater" fue editado previamente en la edición en vinilo de 12" del disco Doll Doll Doll.

## Lista de temas - CD
1. "Befriend a Childkiller Remix" – 6:15
2. "Mercy Funk" – 6:20
3. "Find Candace" – 7:23
4. "Yor" – 4:40
5. "Children's Limbo" – 8:50
6. "Dolleater" – 7:27
7. "Bind Candace" – 3:25

## Lista de temas - maxi single 12"
Lado A
1. "Befriend A Child Killer Remix" - (6:12)
2. "Mercy Funk" - (6:20)

Lado B
1. "Find Candace" - (7:24)
2. "Yor" - (4:38)